# Pouteria egregia
Pouteria egregia är en tvåhjärtbladig växtart som beskrevs av Noel Yvri Sandwith. Pouteria egregia ingår i släktet Pouteria och familjen Sapotaceae. Inga underarter finns listade i Catalogue of Life.